# Iziphya americana
Iziphya americana är en insektsart som först beskrevs av Baker, A.C. 1917.  Iziphya americana ingår i släktet Iziphya och familjen långrörsbladlöss. Inga underarter finns listade i Catalogue of Life.